# Championnat du monde d'échecs 1948
Le championnat du monde d'échecs 1948 est un tournoi organisé du 2 mars au 18 mai 1948 à La Haye, puis Moscou, en vue de désigner le champion du monde d'échecs à la suite de la mort du champion en titre, Alexandre Alekhine, en 1946. Ce tournoi marque le transfert du contrôle du titre à la Fédération internationale des échecs. C'est Mikhail Botvinnik qui remporte ce tournoi de cinq joueurs, et entame ainsi une domination soviétique des échecs qui dura plus de vingt ans, jusqu'en 1972.

## La vacance du titre
Avant 1948, le nouveau champion du monde était celui qui avait battu le précédent dans un match singulier. La mort d'Alekhine crée une vacance du titre qui rend cette procédure habituelle impossible. La situation est assez confuse, de nombreux joueurs proposant des solutions différentes à ce problème, et c'est avec difficulté que la FIDE organise les discussions autour de la gestion de cette vacance, en raison de problèmes financiers et de voyage peu après la Seconde Guerre mondiale, qui empêche notamment l'URSS d'envoyer des représentants à ces réunions. Le manque d'informations claires conduit des magazines pourtant respectés à publier des rumeurs et des spéculations, qui ne font que compliquer la situation,.
La solution finalement retenue est très similaire à la proposition initiale de la FIDE et de celle de l'URSS. C'est le résultat du tournoi AVRO de 1938 qui sert de base au championnat du monde de 1948. Les huit participants au tournoi AVRO étaient en effet généralement considérés comme les plus forts joueurs du monde, mais deux joueurs étaient morts, les champions du monde Alekhine et José Raúl Capablanca. La FIDE propose que les six joueurs restant s'affrontent dans un quintuple tournoi toutes-rondes. Ces joueurs étaient : Max Euwe (Pays-Bas) ; Mikhail Botvinnik, Paul Keres et Salo Flohr (URSS) ; Reuben Fine et Samuel Reshevsky (États-Unis).
La proposition est amendée dans le sens que l'URSS décide de remplacer Flohr par Vassily Smyslov, un jeune joueur dont le talent s'est fait connaître pendant la Seconde Guerre mondiale et qui est manifestement plus fort. Reuben Fine renonce à sa participation pour poursuivre ses études de psychiatrie, il est alors question de le remplacer par Miguel Najdorf, mais le tournoi se joue finalement avec cinq joueurs qui se rencontrent cinq fois.

## Le championnat

### Organisation
Avant le début du championnat, Botvinnik est considéré comme le favori en raison de ses victoires au championnat d'URSS absolu de 1941, aux championnats d'URSS 1944 et 1945, à Groningue en 1946 et de ses résultats avant la guerre.
Kérès (32 ans) et Reshevsky (36 ans) sont les vétérans de la compétition internationale.
Bien qu'Euwe soit un ancien champion du monde, il n'a eu que des résultats médiocres depuis le tournoi de Groningue. Smyslov est peu connu en Occident et n'a participé qu'à deux compétitions internationales : une 3e place à Groningue et une 2e place ex æquo à Varsovie en 1947.
Les Soviétiques sont accompagnés d'une imposante équipe de 21 personnes, y compris :
- les joueurs et leurs secondants : Viatcheslav Ragozine (pour Botvinnik), Aleksandr Tolouch (pour Kérès) et Vladimir Alatortsev (pour Smyslov) ;
- les correspondants Igor Bondarevski, Salo Flohr et Andor Lilienthal ;
- le membre du comité d'adjudication Aleksandr Kotov ;
- le chef d'équipe Postnikov ;
- un docteur privé de Moscou ;
- l'épouse et la fille de Botvinnik[6].

La délégation américaine ne consiste qu'en la personne de Reshevsky. Lodewijk Prins, qui faisait partie de la délégation néerlandaise à Moscou, lui est fourni comme secondant à la dernière minute.  Theo van Scheltinga est le secondant d'Euwe. 
Le tournoi se tient pour une partie à La Haye et à Moscou pour l'autre.

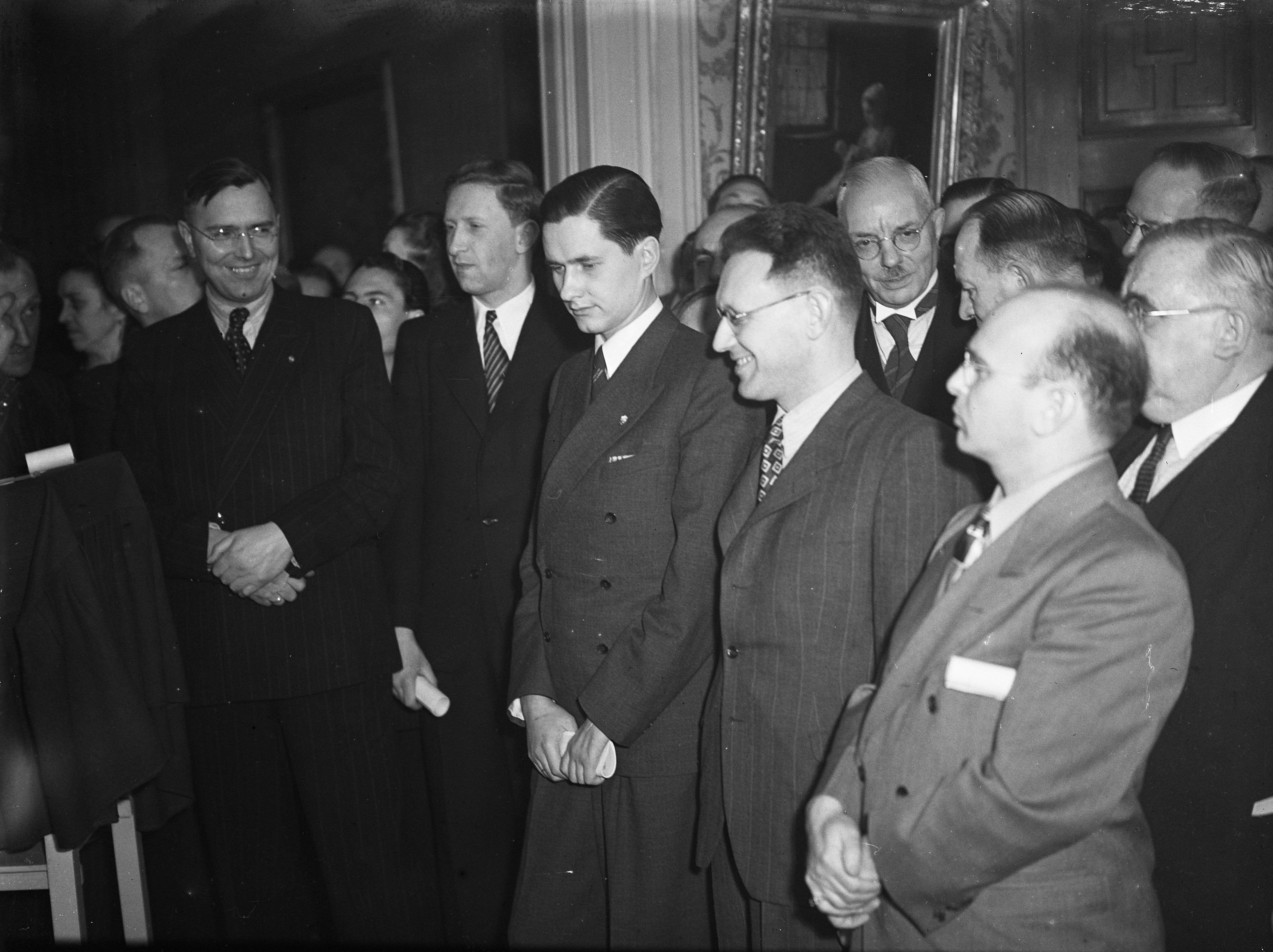
Euwe, Smyslov, Keres, Botvinnik et Reshevsky
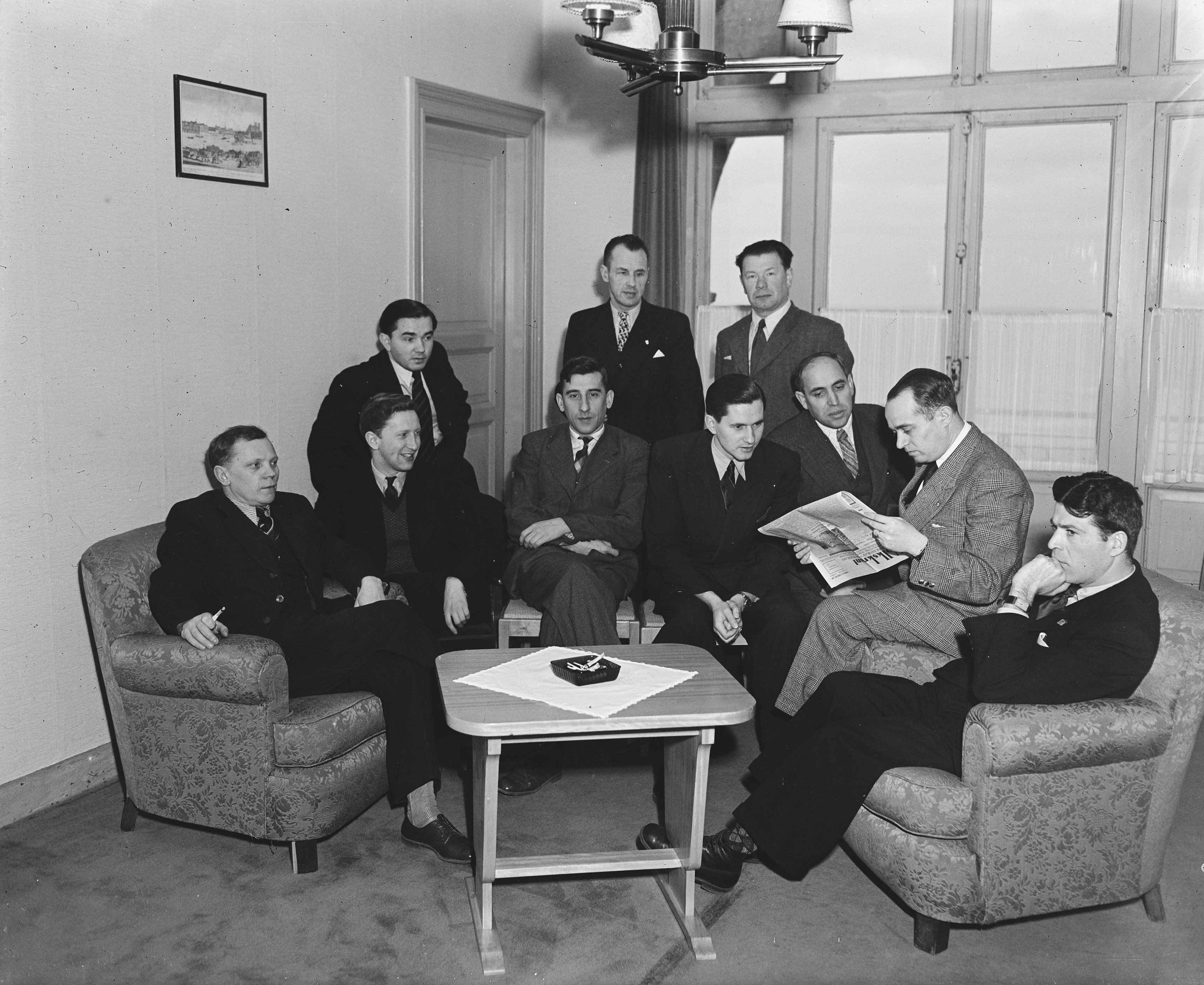
L'équipe Soviétique
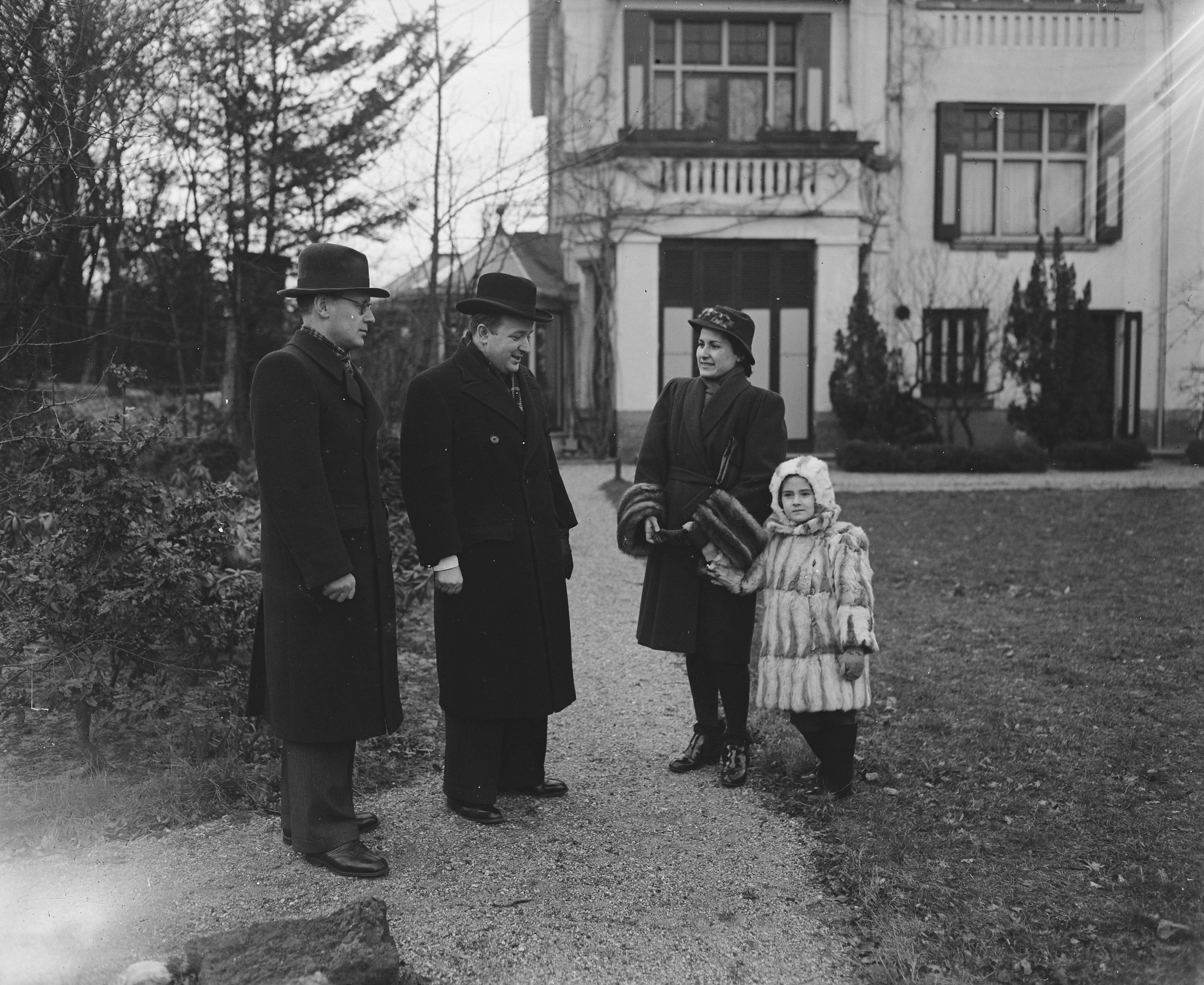
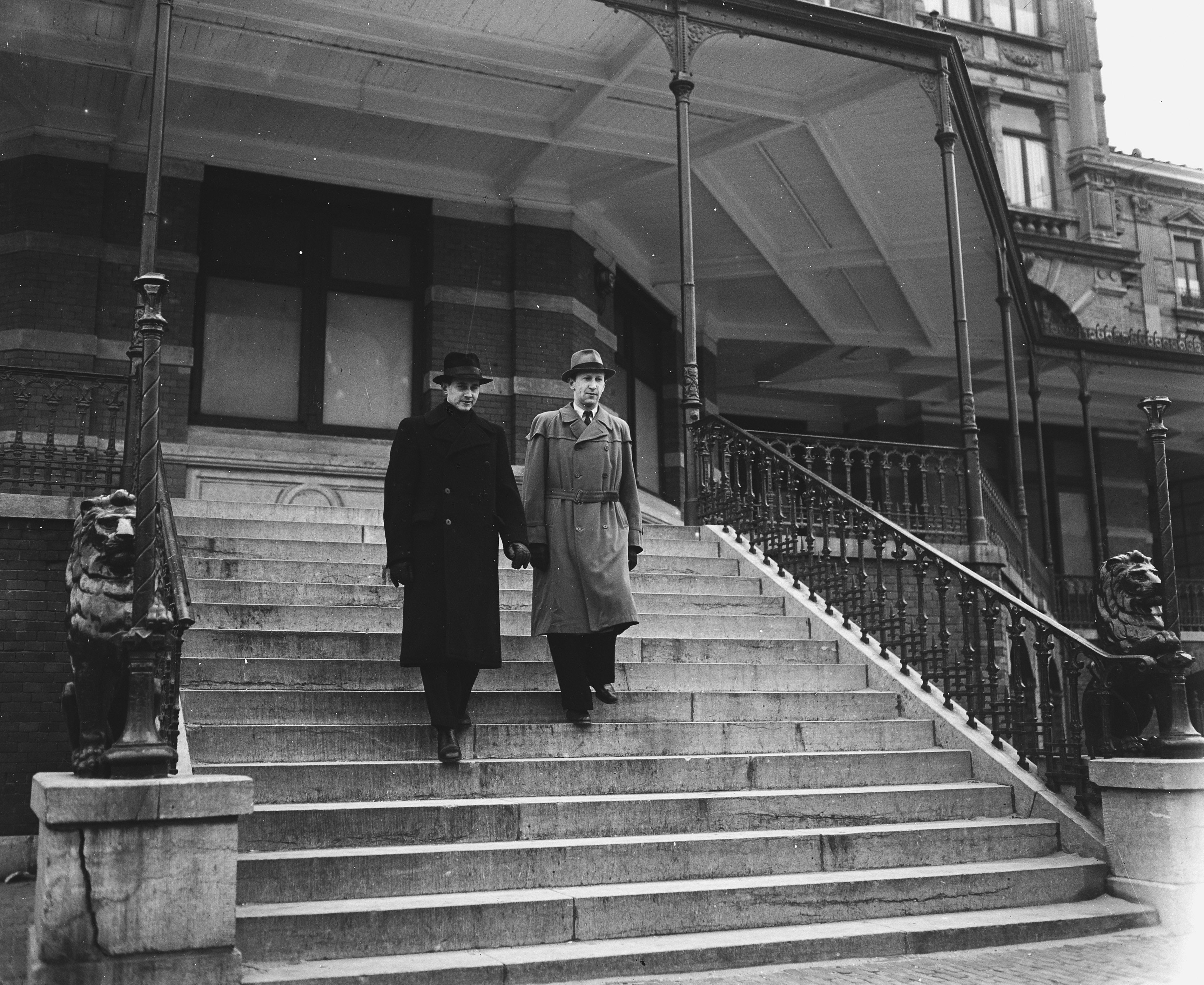
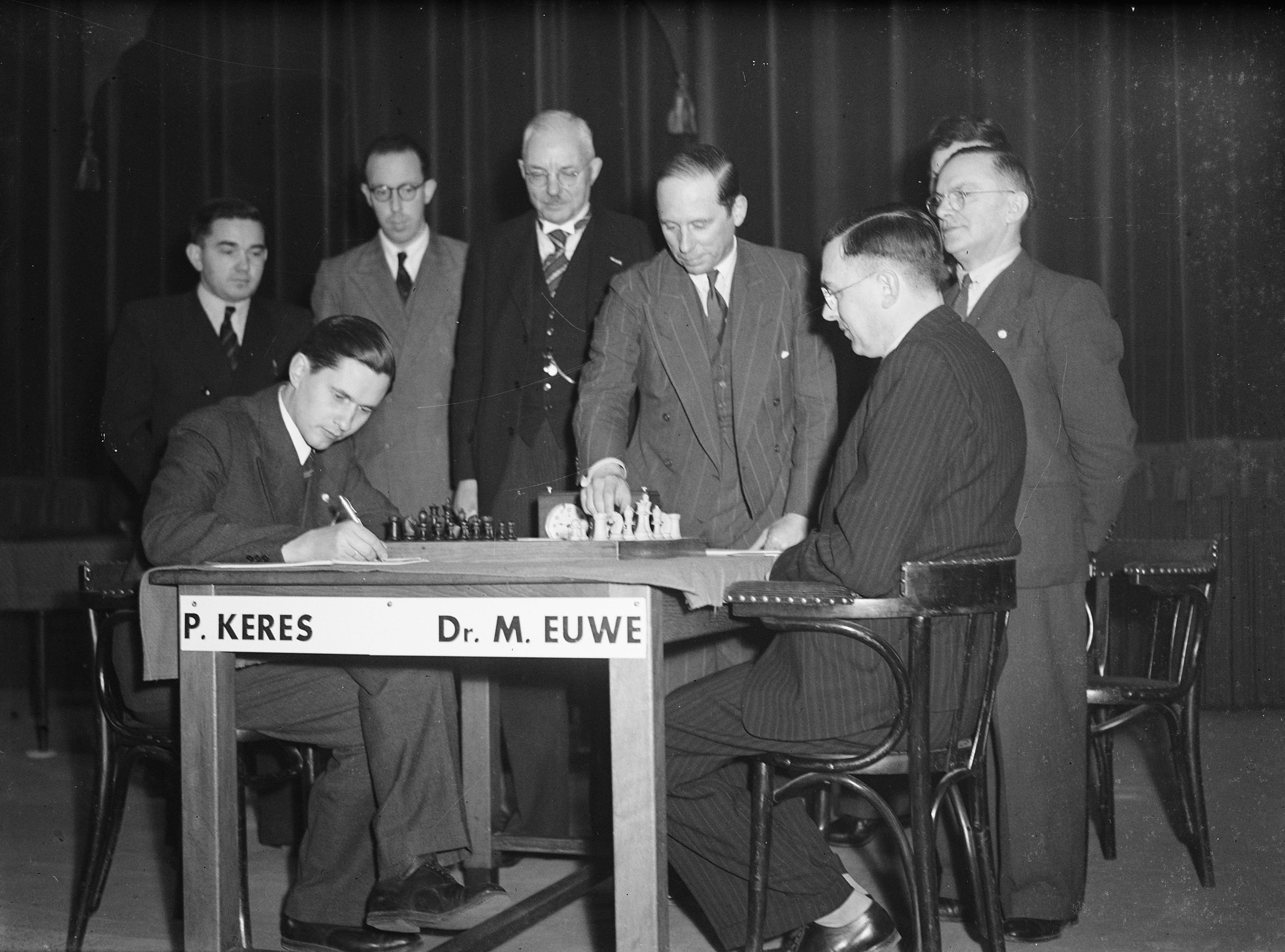
Keres vs. Euwe
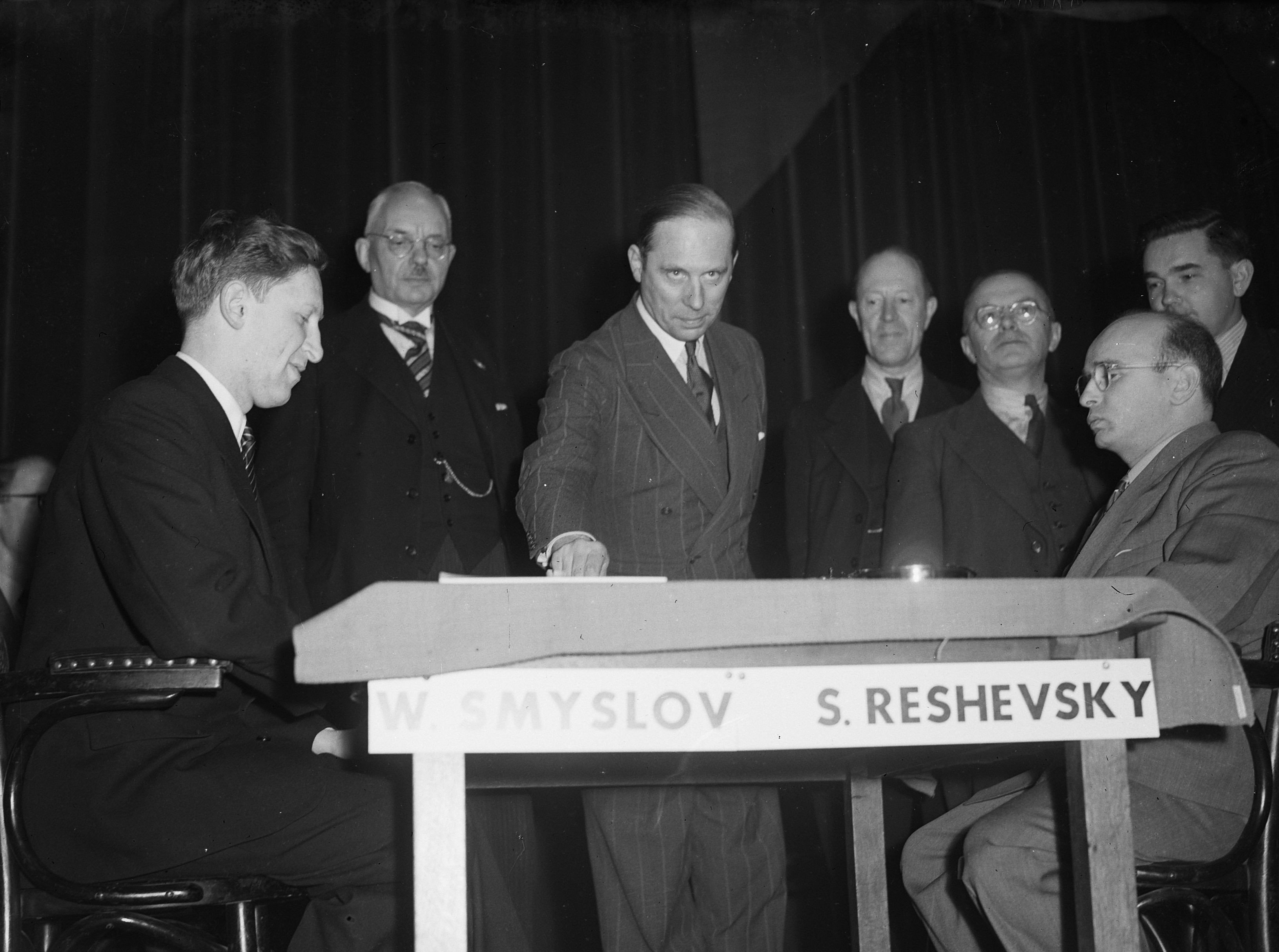
Smyslov vs. Reshevsky

### Règlement
Chaque participant au tournoi doit rencontrer tous les autres, chaque match comportant cinq rondes.  Les dix premières rondes se sont déroulées à La Haye ; les quinze suivantes à Moscou. Le décompte de temps de chaque partie était de 2 heures et demie pour les 40 premiers coups, puis 16 coups par heure après l'ajournement. L'arbitre était Milan Vidmar, assisté d'Alexander Kotov

### Résultats
Botvinnik devient le sixième champion du monde en gagnant le tournoi de façon convaincante avec 14 points sur 20. Il obtient aussi un score positif contre chacun des participants. Smyslov termine deuxième avec 11 points, devant Reshevsky et Keres avec 10,5. L'ancien champion du monde Euwe était en méforme et ne finit qu'avec 4 points sur 20.
| Joueur            | 1er tour | 2e tour | tours 1-2 | 3e tour | tours 1-3 | 4e tour | tours 1-4 | 5e tour | Score final |
| ----------------- | -------- | ------- | --------- | ------- | --------- | ------- | --------- | ------- | ----------- |
| Mikhail Botvinnik | 3,5      | 2,5     | 6         | 3       | 9         | 3       | 12        | 2       | 14          |
| Vassily Smyslov   | 2        | 2       | 4         | 1,5     | 5,5       | 3       | 8,5       | 2,5     | 11          |
| Samuel Reshevsky  | 2,5      | 2       | 4,5       | 1,5     | 6         | 2,5     | 8,5       | 2       | 10,5        |
| Paul Keres        | 2        | 2       | 4         | 2,5     | 6,5       | 1       | 7,5       | 3       | 10,5        |
| Max Euwe          | 0        | 1,5     | 1,5       | 1,5     | 3         | 0,5     | 3,5       | 0,5     | 4           |

| Joueur            | Botvinnik | Smyslov   | Reshevsky | Keres     | Euwe      | Points |
| ----------------- | --------- | --------- | --------- | --------- | --------- | ------ |
| Mikhail Botvinnik | * * * * * | = = 1 = = | 1 = 0 1 1 | 1 1 1 1 0 | 1 = 1 = = | 14     |
| Vassily Smyslov   | = = 0 = = | * * * * * | = = 1 = = | 0 0 = 1 = | 1 1 0 1 1 | 11     |
| Samuel Reshevsky  | 0 = 1 0 0 | = = 0 = = | * * * * * | 1 = 0 1 = | 1 = = 1 1 | 10,5   |
| Paul Keres        | 0 0 0 0 1 | 1 1 = 0 = | 0 = 1 0 = | * * * * * | 1 = 1 1 1 | 10,5   |
| Max Euwe          | 0 = 0 = = | 0 0 1 0 0 | 0 = = 0 0 | 0 = 0 0 0 | * * * * * | 4      |

## Une fin de partie remarquable
|   | a | b | c | d | e | f | g | h |   |
| 8 | Roi noir sur case noire a7 · Pion noir sur case blanche b7 · Pion blanc sur case blanche a6 · Pion noir sur case blanche g6 · Pion noir sur case noire c5 · Pion noir sur case noire e5 · Pion blanc sur case blanche c4 · Pion noir sur case noire d4 · Pion blanc sur case blanche e4 · Pion blanc sur case blanche d3 · Dame blanche sur case blanche h3 · Dame noire sur case blanche e2 · Roi blanc sur case noire g1 | Roi noir sur case noire a7 · Pion noir sur case blanche b7 · Pion blanc sur case blanche a6 · Pion noir sur case blanche g6 · Pion noir sur case noire c5 · Pion noir sur case noire e5 · Pion blanc sur case blanche c4 · Pion noir sur case noire d4 · Pion blanc sur case blanche e4 · Pion blanc sur case blanche d3 · Dame blanche sur case blanche h3 · Dame noire sur case blanche e2 · Roi blanc sur case noire g1 | Roi noir sur case noire a7 · Pion noir sur case blanche b7 · Pion blanc sur case blanche a6 · Pion noir sur case blanche g6 · Pion noir sur case noire c5 · Pion noir sur case noire e5 · Pion blanc sur case blanche c4 · Pion noir sur case noire d4 · Pion blanc sur case blanche e4 · Pion blanc sur case blanche d3 · Dame blanche sur case blanche h3 · Dame noire sur case blanche e2 · Roi blanc sur case noire g1 | Roi noir sur case noire a7 · Pion noir sur case blanche b7 · Pion blanc sur case blanche a6 · Pion noir sur case blanche g6 · Pion noir sur case noire c5 · Pion noir sur case noire e5 · Pion blanc sur case blanche c4 · Pion noir sur case noire d4 · Pion blanc sur case blanche e4 · Pion blanc sur case blanche d3 · Dame blanche sur case blanche h3 · Dame noire sur case blanche e2 · Roi blanc sur case noire g1 | Roi noir sur case noire a7 · Pion noir sur case blanche b7 · Pion blanc sur case blanche a6 · Pion noir sur case blanche g6 · Pion noir sur case noire c5 · Pion noir sur case noire e5 · Pion blanc sur case blanche c4 · Pion noir sur case noire d4 · Pion blanc sur case blanche e4 · Pion blanc sur case blanche d3 · Dame blanche sur case blanche h3 · Dame noire sur case blanche e2 · Roi blanc sur case noire g1 | Roi noir sur case noire a7 · Pion noir sur case blanche b7 · Pion blanc sur case blanche a6 · Pion noir sur case blanche g6 · Pion noir sur case noire c5 · Pion noir sur case noire e5 · Pion blanc sur case blanche c4 · Pion noir sur case noire d4 · Pion blanc sur case blanche e4 · Pion blanc sur case blanche d3 · Dame blanche sur case blanche h3 · Dame noire sur case blanche e2 · Roi blanc sur case noire g1 | Roi noir sur case noire a7 · Pion noir sur case blanche b7 · Pion blanc sur case blanche a6 · Pion noir sur case blanche g6 · Pion noir sur case noire c5 · Pion noir sur case noire e5 · Pion blanc sur case blanche c4 · Pion noir sur case noire d4 · Pion blanc sur case blanche e4 · Pion blanc sur case blanche d3 · Dame blanche sur case blanche h3 · Dame noire sur case blanche e2 · Roi blanc sur case noire g1 | Roi noir sur case noire a7 · Pion noir sur case blanche b7 · Pion blanc sur case blanche a6 · Pion noir sur case blanche g6 · Pion noir sur case noire c5 · Pion noir sur case noire e5 · Pion blanc sur case blanche c4 · Pion noir sur case noire d4 · Pion blanc sur case blanche e4 · Pion blanc sur case blanche d3 · Dame blanche sur case blanche h3 · Dame noire sur case blanche e2 · Roi blanc sur case noire g1 | 8 |
| 7 | Roi noir sur case noire a7 · Pion noir sur case blanche b7 · Pion blanc sur case blanche a6 · Pion noir sur case blanche g6 · Pion noir sur case noire c5 · Pion noir sur case noire e5 · Pion blanc sur case blanche c4 · Pion noir sur case noire d4 · Pion blanc sur case blanche e4 · Pion blanc sur case blanche d3 · Dame blanche sur case blanche h3 · Dame noire sur case blanche e2 · Roi blanc sur case noire g1 | Roi noir sur case noire a7 · Pion noir sur case blanche b7 · Pion blanc sur case blanche a6 · Pion noir sur case blanche g6 · Pion noir sur case noire c5 · Pion noir sur case noire e5 · Pion blanc sur case blanche c4 · Pion noir sur case noire d4 · Pion blanc sur case blanche e4 · Pion blanc sur case blanche d3 · Dame blanche sur case blanche h3 · Dame noire sur case blanche e2 · Roi blanc sur case noire g1 | Roi noir sur case noire a7 · Pion noir sur case blanche b7 · Pion blanc sur case blanche a6 · Pion noir sur case blanche g6 · Pion noir sur case noire c5 · Pion noir sur case noire e5 · Pion blanc sur case blanche c4 · Pion noir sur case noire d4 · Pion blanc sur case blanche e4 · Pion blanc sur case blanche d3 · Dame blanche sur case blanche h3 · Dame noire sur case blanche e2 · Roi blanc sur case noire g1 | Roi noir sur case noire a7 · Pion noir sur case blanche b7 · Pion blanc sur case blanche a6 · Pion noir sur case blanche g6 · Pion noir sur case noire c5 · Pion noir sur case noire e5 · Pion blanc sur case blanche c4 · Pion noir sur case noire d4 · Pion blanc sur case blanche e4 · Pion blanc sur case blanche d3 · Dame blanche sur case blanche h3 · Dame noire sur case blanche e2 · Roi blanc sur case noire g1 | Roi noir sur case noire a7 · Pion noir sur case blanche b7 · Pion blanc sur case blanche a6 · Pion noir sur case blanche g6 · Pion noir sur case noire c5 · Pion noir sur case noire e5 · Pion blanc sur case blanche c4 · Pion noir sur case noire d4 · Pion blanc sur case blanche e4 · Pion blanc sur case blanche d3 · Dame blanche sur case blanche h3 · Dame noire sur case blanche e2 · Roi blanc sur case noire g1 | Roi noir sur case noire a7 · Pion noir sur case blanche b7 · Pion blanc sur case blanche a6 · Pion noir sur case blanche g6 · Pion noir sur case noire c5 · Pion noir sur case noire e5 · Pion blanc sur case blanche c4 · Pion noir sur case noire d4 · Pion blanc sur case blanche e4 · Pion blanc sur case blanche d3 · Dame blanche sur case blanche h3 · Dame noire sur case blanche e2 · Roi blanc sur case noire g1 | Roi noir sur case noire a7 · Pion noir sur case blanche b7 · Pion blanc sur case blanche a6 · Pion noir sur case blanche g6 · Pion noir sur case noire c5 · Pion noir sur case noire e5 · Pion blanc sur case blanche c4 · Pion noir sur case noire d4 · Pion blanc sur case blanche e4 · Pion blanc sur case blanche d3 · Dame blanche sur case blanche h3 · Dame noire sur case blanche e2 · Roi blanc sur case noire g1 | Roi noir sur case noire a7 · Pion noir sur case blanche b7 · Pion blanc sur case blanche a6 · Pion noir sur case blanche g6 · Pion noir sur case noire c5 · Pion noir sur case noire e5 · Pion blanc sur case blanche c4 · Pion noir sur case noire d4 · Pion blanc sur case blanche e4 · Pion blanc sur case blanche d3 · Dame blanche sur case blanche h3 · Dame noire sur case blanche e2 · Roi blanc sur case noire g1 | 7 |
| 6 | Roi noir sur case noire a7 · Pion noir sur case blanche b7 · Pion blanc sur case blanche a6 · Pion noir sur case blanche g6 · Pion noir sur case noire c5 · Pion noir sur case noire e5 · Pion blanc sur case blanche c4 · Pion noir sur case noire d4 · Pion blanc sur case blanche e4 · Pion blanc sur case blanche d3 · Dame blanche sur case blanche h3 · Dame noire sur case blanche e2 · Roi blanc sur case noire g1 | Roi noir sur case noire a7 · Pion noir sur case blanche b7 · Pion blanc sur case blanche a6 · Pion noir sur case blanche g6 · Pion noir sur case noire c5 · Pion noir sur case noire e5 · Pion blanc sur case blanche c4 · Pion noir sur case noire d4 · Pion blanc sur case blanche e4 · Pion blanc sur case blanche d3 · Dame blanche sur case blanche h3 · Dame noire sur case blanche e2 · Roi blanc sur case noire g1 | Roi noir sur case noire a7 · Pion noir sur case blanche b7 · Pion blanc sur case blanche a6 · Pion noir sur case blanche g6 · Pion noir sur case noire c5 · Pion noir sur case noire e5 · Pion blanc sur case blanche c4 · Pion noir sur case noire d4 · Pion blanc sur case blanche e4 · Pion blanc sur case blanche d3 · Dame blanche sur case blanche h3 · Dame noire sur case blanche e2 · Roi blanc sur case noire g1 | Roi noir sur case noire a7 · Pion noir sur case blanche b7 · Pion blanc sur case blanche a6 · Pion noir sur case blanche g6 · Pion noir sur case noire c5 · Pion noir sur case noire e5 · Pion blanc sur case blanche c4 · Pion noir sur case noire d4 · Pion blanc sur case blanche e4 · Pion blanc sur case blanche d3 · Dame blanche sur case blanche h3 · Dame noire sur case blanche e2 · Roi blanc sur case noire g1 | Roi noir sur case noire a7 · Pion noir sur case blanche b7 · Pion blanc sur case blanche a6 · Pion noir sur case blanche g6 · Pion noir sur case noire c5 · Pion noir sur case noire e5 · Pion blanc sur case blanche c4 · Pion noir sur case noire d4 · Pion blanc sur case blanche e4 · Pion blanc sur case blanche d3 · Dame blanche sur case blanche h3 · Dame noire sur case blanche e2 · Roi blanc sur case noire g1 | Roi noir sur case noire a7 · Pion noir sur case blanche b7 · Pion blanc sur case blanche a6 · Pion noir sur case blanche g6 · Pion noir sur case noire c5 · Pion noir sur case noire e5 · Pion blanc sur case blanche c4 · Pion noir sur case noire d4 · Pion blanc sur case blanche e4 · Pion blanc sur case blanche d3 · Dame blanche sur case blanche h3 · Dame noire sur case blanche e2 · Roi blanc sur case noire g1 | Roi noir sur case noire a7 · Pion noir sur case blanche b7 · Pion blanc sur case blanche a6 · Pion noir sur case blanche g6 · Pion noir sur case noire c5 · Pion noir sur case noire e5 · Pion blanc sur case blanche c4 · Pion noir sur case noire d4 · Pion blanc sur case blanche e4 · Pion blanc sur case blanche d3 · Dame blanche sur case blanche h3 · Dame noire sur case blanche e2 · Roi blanc sur case noire g1 | Roi noir sur case noire a7 · Pion noir sur case blanche b7 · Pion blanc sur case blanche a6 · Pion noir sur case blanche g6 · Pion noir sur case noire c5 · Pion noir sur case noire e5 · Pion blanc sur case blanche c4 · Pion noir sur case noire d4 · Pion blanc sur case blanche e4 · Pion blanc sur case blanche d3 · Dame blanche sur case blanche h3 · Dame noire sur case blanche e2 · Roi blanc sur case noire g1 | 6 |
| 5 | Roi noir sur case noire a7 · Pion noir sur case blanche b7 · Pion blanc sur case blanche a6 · Pion noir sur case blanche g6 · Pion noir sur case noire c5 · Pion noir sur case noire e5 · Pion blanc sur case blanche c4 · Pion noir sur case noire d4 · Pion blanc sur case blanche e4 · Pion blanc sur case blanche d3 · Dame blanche sur case blanche h3 · Dame noire sur case blanche e2 · Roi blanc sur case noire g1 | Roi noir sur case noire a7 · Pion noir sur case blanche b7 · Pion blanc sur case blanche a6 · Pion noir sur case blanche g6 · Pion noir sur case noire c5 · Pion noir sur case noire e5 · Pion blanc sur case blanche c4 · Pion noir sur case noire d4 · Pion blanc sur case blanche e4 · Pion blanc sur case blanche d3 · Dame blanche sur case blanche h3 · Dame noire sur case blanche e2 · Roi blanc sur case noire g1 | Roi noir sur case noire a7 · Pion noir sur case blanche b7 · Pion blanc sur case blanche a6 · Pion noir sur case blanche g6 · Pion noir sur case noire c5 · Pion noir sur case noire e5 · Pion blanc sur case blanche c4 · Pion noir sur case noire d4 · Pion blanc sur case blanche e4 · Pion blanc sur case blanche d3 · Dame blanche sur case blanche h3 · Dame noire sur case blanche e2 · Roi blanc sur case noire g1 | Roi noir sur case noire a7 · Pion noir sur case blanche b7 · Pion blanc sur case blanche a6 · Pion noir sur case blanche g6 · Pion noir sur case noire c5 · Pion noir sur case noire e5 · Pion blanc sur case blanche c4 · Pion noir sur case noire d4 · Pion blanc sur case blanche e4 · Pion blanc sur case blanche d3 · Dame blanche sur case blanche h3 · Dame noire sur case blanche e2 · Roi blanc sur case noire g1 | Roi noir sur case noire a7 · Pion noir sur case blanche b7 · Pion blanc sur case blanche a6 · Pion noir sur case blanche g6 · Pion noir sur case noire c5 · Pion noir sur case noire e5 · Pion blanc sur case blanche c4 · Pion noir sur case noire d4 · Pion blanc sur case blanche e4 · Pion blanc sur case blanche d3 · Dame blanche sur case blanche h3 · Dame noire sur case blanche e2 · Roi blanc sur case noire g1 | Roi noir sur case noire a7 · Pion noir sur case blanche b7 · Pion blanc sur case blanche a6 · Pion noir sur case blanche g6 · Pion noir sur case noire c5 · Pion noir sur case noire e5 · Pion blanc sur case blanche c4 · Pion noir sur case noire d4 · Pion blanc sur case blanche e4 · Pion blanc sur case blanche d3 · Dame blanche sur case blanche h3 · Dame noire sur case blanche e2 · Roi blanc sur case noire g1 | Roi noir sur case noire a7 · Pion noir sur case blanche b7 · Pion blanc sur case blanche a6 · Pion noir sur case blanche g6 · Pion noir sur case noire c5 · Pion noir sur case noire e5 · Pion blanc sur case blanche c4 · Pion noir sur case noire d4 · Pion blanc sur case blanche e4 · Pion blanc sur case blanche d3 · Dame blanche sur case blanche h3 · Dame noire sur case blanche e2 · Roi blanc sur case noire g1 | Roi noir sur case noire a7 · Pion noir sur case blanche b7 · Pion blanc sur case blanche a6 · Pion noir sur case blanche g6 · Pion noir sur case noire c5 · Pion noir sur case noire e5 · Pion blanc sur case blanche c4 · Pion noir sur case noire d4 · Pion blanc sur case blanche e4 · Pion blanc sur case blanche d3 · Dame blanche sur case blanche h3 · Dame noire sur case blanche e2 · Roi blanc sur case noire g1 | 5 |
| 4 | Roi noir sur case noire a7 · Pion noir sur case blanche b7 · Pion blanc sur case blanche a6 · Pion noir sur case blanche g6 · Pion noir sur case noire c5 · Pion noir sur case noire e5 · Pion blanc sur case blanche c4 · Pion noir sur case noire d4 · Pion blanc sur case blanche e4 · Pion blanc sur case blanche d3 · Dame blanche sur case blanche h3 · Dame noire sur case blanche e2 · Roi blanc sur case noire g1 | Roi noir sur case noire a7 · Pion noir sur case blanche b7 · Pion blanc sur case blanche a6 · Pion noir sur case blanche g6 · Pion noir sur case noire c5 · Pion noir sur case noire e5 · Pion blanc sur case blanche c4 · Pion noir sur case noire d4 · Pion blanc sur case blanche e4 · Pion blanc sur case blanche d3 · Dame blanche sur case blanche h3 · Dame noire sur case blanche e2 · Roi blanc sur case noire g1 | Roi noir sur case noire a7 · Pion noir sur case blanche b7 · Pion blanc sur case blanche a6 · Pion noir sur case blanche g6 · Pion noir sur case noire c5 · Pion noir sur case noire e5 · Pion blanc sur case blanche c4 · Pion noir sur case noire d4 · Pion blanc sur case blanche e4 · Pion blanc sur case blanche d3 · Dame blanche sur case blanche h3 · Dame noire sur case blanche e2 · Roi blanc sur case noire g1 | Roi noir sur case noire a7 · Pion noir sur case blanche b7 · Pion blanc sur case blanche a6 · Pion noir sur case blanche g6 · Pion noir sur case noire c5 · Pion noir sur case noire e5 · Pion blanc sur case blanche c4 · Pion noir sur case noire d4 · Pion blanc sur case blanche e4 · Pion blanc sur case blanche d3 · Dame blanche sur case blanche h3 · Dame noire sur case blanche e2 · Roi blanc sur case noire g1 | Roi noir sur case noire a7 · Pion noir sur case blanche b7 · Pion blanc sur case blanche a6 · Pion noir sur case blanche g6 · Pion noir sur case noire c5 · Pion noir sur case noire e5 · Pion blanc sur case blanche c4 · Pion noir sur case noire d4 · Pion blanc sur case blanche e4 · Pion blanc sur case blanche d3 · Dame blanche sur case blanche h3 · Dame noire sur case blanche e2 · Roi blanc sur case noire g1 | Roi noir sur case noire a7 · Pion noir sur case blanche b7 · Pion blanc sur case blanche a6 · Pion noir sur case blanche g6 · Pion noir sur case noire c5 · Pion noir sur case noire e5 · Pion blanc sur case blanche c4 · Pion noir sur case noire d4 · Pion blanc sur case blanche e4 · Pion blanc sur case blanche d3 · Dame blanche sur case blanche h3 · Dame noire sur case blanche e2 · Roi blanc sur case noire g1 | Roi noir sur case noire a7 · Pion noir sur case blanche b7 · Pion blanc sur case blanche a6 · Pion noir sur case blanche g6 · Pion noir sur case noire c5 · Pion noir sur case noire e5 · Pion blanc sur case blanche c4 · Pion noir sur case noire d4 · Pion blanc sur case blanche e4 · Pion blanc sur case blanche d3 · Dame blanche sur case blanche h3 · Dame noire sur case blanche e2 · Roi blanc sur case noire g1 | Roi noir sur case noire a7 · Pion noir sur case blanche b7 · Pion blanc sur case blanche a6 · Pion noir sur case blanche g6 · Pion noir sur case noire c5 · Pion noir sur case noire e5 · Pion blanc sur case blanche c4 · Pion noir sur case noire d4 · Pion blanc sur case blanche e4 · Pion blanc sur case blanche d3 · Dame blanche sur case blanche h3 · Dame noire sur case blanche e2 · Roi blanc sur case noire g1 | 4 |
| 3 | Roi noir sur case noire a7 · Pion noir sur case blanche b7 · Pion blanc sur case blanche a6 · Pion noir sur case blanche g6 · Pion noir sur case noire c5 · Pion noir sur case noire e5 · Pion blanc sur case blanche c4 · Pion noir sur case noire d4 · Pion blanc sur case blanche e4 · Pion blanc sur case blanche d3 · Dame blanche sur case blanche h3 · Dame noire sur case blanche e2 · Roi blanc sur case noire g1 | Roi noir sur case noire a7 · Pion noir sur case blanche b7 · Pion blanc sur case blanche a6 · Pion noir sur case blanche g6 · Pion noir sur case noire c5 · Pion noir sur case noire e5 · Pion blanc sur case blanche c4 · Pion noir sur case noire d4 · Pion blanc sur case blanche e4 · Pion blanc sur case blanche d3 · Dame blanche sur case blanche h3 · Dame noire sur case blanche e2 · Roi blanc sur case noire g1 | Roi noir sur case noire a7 · Pion noir sur case blanche b7 · Pion blanc sur case blanche a6 · Pion noir sur case blanche g6 · Pion noir sur case noire c5 · Pion noir sur case noire e5 · Pion blanc sur case blanche c4 · Pion noir sur case noire d4 · Pion blanc sur case blanche e4 · Pion blanc sur case blanche d3 · Dame blanche sur case blanche h3 · Dame noire sur case blanche e2 · Roi blanc sur case noire g1 | Roi noir sur case noire a7 · Pion noir sur case blanche b7 · Pion blanc sur case blanche a6 · Pion noir sur case blanche g6 · Pion noir sur case noire c5 · Pion noir sur case noire e5 · Pion blanc sur case blanche c4 · Pion noir sur case noire d4 · Pion blanc sur case blanche e4 · Pion blanc sur case blanche d3 · Dame blanche sur case blanche h3 · Dame noire sur case blanche e2 · Roi blanc sur case noire g1 | Roi noir sur case noire a7 · Pion noir sur case blanche b7 · Pion blanc sur case blanche a6 · Pion noir sur case blanche g6 · Pion noir sur case noire c5 · Pion noir sur case noire e5 · Pion blanc sur case blanche c4 · Pion noir sur case noire d4 · Pion blanc sur case blanche e4 · Pion blanc sur case blanche d3 · Dame blanche sur case blanche h3 · Dame noire sur case blanche e2 · Roi blanc sur case noire g1 | Roi noir sur case noire a7 · Pion noir sur case blanche b7 · Pion blanc sur case blanche a6 · Pion noir sur case blanche g6 · Pion noir sur case noire c5 · Pion noir sur case noire e5 · Pion blanc sur case blanche c4 · Pion noir sur case noire d4 · Pion blanc sur case blanche e4 · Pion blanc sur case blanche d3 · Dame blanche sur case blanche h3 · Dame noire sur case blanche e2 · Roi blanc sur case noire g1 | Roi noir sur case noire a7 · Pion noir sur case blanche b7 · Pion blanc sur case blanche a6 · Pion noir sur case blanche g6 · Pion noir sur case noire c5 · Pion noir sur case noire e5 · Pion blanc sur case blanche c4 · Pion noir sur case noire d4 · Pion blanc sur case blanche e4 · Pion blanc sur case blanche d3 · Dame blanche sur case blanche h3 · Dame noire sur case blanche e2 · Roi blanc sur case noire g1 | Roi noir sur case noire a7 · Pion noir sur case blanche b7 · Pion blanc sur case blanche a6 · Pion noir sur case blanche g6 · Pion noir sur case noire c5 · Pion noir sur case noire e5 · Pion blanc sur case blanche c4 · Pion noir sur case noire d4 · Pion blanc sur case blanche e4 · Pion blanc sur case blanche d3 · Dame blanche sur case blanche h3 · Dame noire sur case blanche e2 · Roi blanc sur case noire g1 | 3 |
| 2 | Roi noir sur case noire a7 · Pion noir sur case blanche b7 · Pion blanc sur case blanche a6 · Pion noir sur case blanche g6 · Pion noir sur case noire c5 · Pion noir sur case noire e5 · Pion blanc sur case blanche c4 · Pion noir sur case noire d4 · Pion blanc sur case blanche e4 · Pion blanc sur case blanche d3 · Dame blanche sur case blanche h3 · Dame noire sur case blanche e2 · Roi blanc sur case noire g1 | Roi noir sur case noire a7 · Pion noir sur case blanche b7 · Pion blanc sur case blanche a6 · Pion noir sur case blanche g6 · Pion noir sur case noire c5 · Pion noir sur case noire e5 · Pion blanc sur case blanche c4 · Pion noir sur case noire d4 · Pion blanc sur case blanche e4 · Pion blanc sur case blanche d3 · Dame blanche sur case blanche h3 · Dame noire sur case blanche e2 · Roi blanc sur case noire g1 | Roi noir sur case noire a7 · Pion noir sur case blanche b7 · Pion blanc sur case blanche a6 · Pion noir sur case blanche g6 · Pion noir sur case noire c5 · Pion noir sur case noire e5 · Pion blanc sur case blanche c4 · Pion noir sur case noire d4 · Pion blanc sur case blanche e4 · Pion blanc sur case blanche d3 · Dame blanche sur case blanche h3 · Dame noire sur case blanche e2 · Roi blanc sur case noire g1 | Roi noir sur case noire a7 · Pion noir sur case blanche b7 · Pion blanc sur case blanche a6 · Pion noir sur case blanche g6 · Pion noir sur case noire c5 · Pion noir sur case noire e5 · Pion blanc sur case blanche c4 · Pion noir sur case noire d4 · Pion blanc sur case blanche e4 · Pion blanc sur case blanche d3 · Dame blanche sur case blanche h3 · Dame noire sur case blanche e2 · Roi blanc sur case noire g1 | Roi noir sur case noire a7 · Pion noir sur case blanche b7 · Pion blanc sur case blanche a6 · Pion noir sur case blanche g6 · Pion noir sur case noire c5 · Pion noir sur case noire e5 · Pion blanc sur case blanche c4 · Pion noir sur case noire d4 · Pion blanc sur case blanche e4 · Pion blanc sur case blanche d3 · Dame blanche sur case blanche h3 · Dame noire sur case blanche e2 · Roi blanc sur case noire g1 | Roi noir sur case noire a7 · Pion noir sur case blanche b7 · Pion blanc sur case blanche a6 · Pion noir sur case blanche g6 · Pion noir sur case noire c5 · Pion noir sur case noire e5 · Pion blanc sur case blanche c4 · Pion noir sur case noire d4 · Pion blanc sur case blanche e4 · Pion blanc sur case blanche d3 · Dame blanche sur case blanche h3 · Dame noire sur case blanche e2 · Roi blanc sur case noire g1 | Roi noir sur case noire a7 · Pion noir sur case blanche b7 · Pion blanc sur case blanche a6 · Pion noir sur case blanche g6 · Pion noir sur case noire c5 · Pion noir sur case noire e5 · Pion blanc sur case blanche c4 · Pion noir sur case noire d4 · Pion blanc sur case blanche e4 · Pion blanc sur case blanche d3 · Dame blanche sur case blanche h3 · Dame noire sur case blanche e2 · Roi blanc sur case noire g1 | Roi noir sur case noire a7 · Pion noir sur case blanche b7 · Pion blanc sur case blanche a6 · Pion noir sur case blanche g6 · Pion noir sur case noire c5 · Pion noir sur case noire e5 · Pion blanc sur case blanche c4 · Pion noir sur case noire d4 · Pion blanc sur case blanche e4 · Pion blanc sur case blanche d3 · Dame blanche sur case blanche h3 · Dame noire sur case blanche e2 · Roi blanc sur case noire g1 | 2 |
| 1 | Roi noir sur case noire a7 · Pion noir sur case blanche b7 · Pion blanc sur case blanche a6 · Pion noir sur case blanche g6 · Pion noir sur case noire c5 · Pion noir sur case noire e5 · Pion blanc sur case blanche c4 · Pion noir sur case noire d4 · Pion blanc sur case blanche e4 · Pion blanc sur case blanche d3 · Dame blanche sur case blanche h3 · Dame noire sur case blanche e2 · Roi blanc sur case noire g1 | Roi noir sur case noire a7 · Pion noir sur case blanche b7 · Pion blanc sur case blanche a6 · Pion noir sur case blanche g6 · Pion noir sur case noire c5 · Pion noir sur case noire e5 · Pion blanc sur case blanche c4 · Pion noir sur case noire d4 · Pion blanc sur case blanche e4 · Pion blanc sur case blanche d3 · Dame blanche sur case blanche h3 · Dame noire sur case blanche e2 · Roi blanc sur case noire g1 | Roi noir sur case noire a7 · Pion noir sur case blanche b7 · Pion blanc sur case blanche a6 · Pion noir sur case blanche g6 · Pion noir sur case noire c5 · Pion noir sur case noire e5 · Pion blanc sur case blanche c4 · Pion noir sur case noire d4 · Pion blanc sur case blanche e4 · Pion blanc sur case blanche d3 · Dame blanche sur case blanche h3 · Dame noire sur case blanche e2 · Roi blanc sur case noire g1 | Roi noir sur case noire a7 · Pion noir sur case blanche b7 · Pion blanc sur case blanche a6 · Pion noir sur case blanche g6 · Pion noir sur case noire c5 · Pion noir sur case noire e5 · Pion blanc sur case blanche c4 · Pion noir sur case noire d4 · Pion blanc sur case blanche e4 · Pion blanc sur case blanche d3 · Dame blanche sur case blanche h3 · Dame noire sur case blanche e2 · Roi blanc sur case noire g1 | Roi noir sur case noire a7 · Pion noir sur case blanche b7 · Pion blanc sur case blanche a6 · Pion noir sur case blanche g6 · Pion noir sur case noire c5 · Pion noir sur case noire e5 · Pion blanc sur case blanche c4 · Pion noir sur case noire d4 · Pion blanc sur case blanche e4 · Pion blanc sur case blanche d3 · Dame blanche sur case blanche h3 · Dame noire sur case blanche e2 · Roi blanc sur case noire g1 | Roi noir sur case noire a7 · Pion noir sur case blanche b7 · Pion blanc sur case blanche a6 · Pion noir sur case blanche g6 · Pion noir sur case noire c5 · Pion noir sur case noire e5 · Pion blanc sur case blanche c4 · Pion noir sur case noire d4 · Pion blanc sur case blanche e4 · Pion blanc sur case blanche d3 · Dame blanche sur case blanche h3 · Dame noire sur case blanche e2 · Roi blanc sur case noire g1 | Roi noir sur case noire a7 · Pion noir sur case blanche b7 · Pion blanc sur case blanche a6 · Pion noir sur case blanche g6 · Pion noir sur case noire c5 · Pion noir sur case noire e5 · Pion blanc sur case blanche c4 · Pion noir sur case noire d4 · Pion blanc sur case blanche e4 · Pion blanc sur case blanche d3 · Dame blanche sur case blanche h3 · Dame noire sur case blanche e2 · Roi blanc sur case noire g1 | Roi noir sur case noire a7 · Pion noir sur case blanche b7 · Pion blanc sur case blanche a6 · Pion noir sur case blanche g6 · Pion noir sur case noire c5 · Pion noir sur case noire e5 · Pion blanc sur case blanche c4 · Pion noir sur case noire d4 · Pion blanc sur case blanche e4 · Pion blanc sur case blanche d3 · Dame blanche sur case blanche h3 · Dame noire sur case blanche e2 · Roi blanc sur case noire g1 | 1 |
|   | a | b | c | d | e | f | g | h |   |

Dans la position suivante (Keres vient de jouer 52. Rg1), Botvinnik choisit d'échanger les Dames:
Il suivit: 52...De3+ 53. Dxe3 dxe3 54. axb7 Rxb7 55. Rg2 Rb6 56. Rf3 Ra5 57. Rxe3 Rb4 58. Rd2 g5 0-1.

## Controverse
Comme Keres a perdu ses quatre premières parties contre Botvinnik, on a soupçonné Keres d'avoir été contraint de mal jouer pour permettre à Botvinnik de remporter l'épreuve. L'historien Taylor Kingston a examiné les éléments disponibles et en a conclu que les autorités soviétiques avaient donné de forts indices à Keres selon lesquels il ne devait pas empêcher Botvinnik de gagner. Botvinnik ne découvre ceci qu'à la moitié du tournoi et proteste si énergiquement qu'il courrouce les officiels. Keres n'a probablement pas perdu de partie délibérément contre Botvinnik ou contre un autre participant, d'après la publication d'éléments supplémentaires qu'il publie dans son troisième article.
Dans une entrevue ultérieure en deux parties avec Kingston, le grand maître et officiel soviétique Youri Averbakh dit que « Staline n'aurait pas donné d'ordre pour que Keres perde contre Botvinnik, Smyslov aurait probablement été le candidat préféré des officiels, Keres était soumis à une pression psychologique intense en raison des multiples invasions de son pays natal, l'Estonie et de son traitement par les Soviétiques jusqu'à fin 1946, et Keres était moins fort mentalement que ses rivaux ».